# Adagio (banda)
Adagio é uma banda francesa de power metal progressivo. Sua música é caracterizada pela precisão, pelos temas obscuros e pela densa orquestração.

## História
A banda foi formada por Stéphan Forté, guitarrista virtuoso influenciado por Yngwie Malmsteen. Compunham a primeira formação David Readman (vocal), Richard Andersson (teclados), Franck Hermanny (baixo) e Dirk Bruinenberg (bateria). Seu primeiro álbum, Sanctus Ignis, lançado em 2001, foi bem recebido na França e Japão. O disco possui um cover instrumental para a música Immigrant Song do Led Zeppelin. A produção ficou a cargo de Dennis Ward, baixista da banda Pink Cream 69.
O segundo trabalho, Underworld (2003) apresenta elementos orquestrais e um coro com 50 componentes. A turnê leva a banda a se apresentar na Espanha e Holanda. Em 2004 é lançado A Band in Upperworld, álbum ao vivo gravado em Paris em 17 de fevereiro do mesmo ano. Para o terceiro álbum de estúdio, o Adagio recruta o vocalista brasileiro Gus Monsanto, e com ele lançam Dominate. Em 2007 a banda se apresenta pela primeira vez no Japão.
O quarto álbum é Archangels in Black, gravado entre 2007 e 2008 e lançado em fevereiro de 2009. Os vocais neste álbum ficaram a cargo de Christian Palin.

## Integrantes

### Última formação
- Kelly Sundown Carpenter - vocalista
- Stephan Forté - guitarrista
- Franck Hermanny - baixista
- Eric Lebailly - baterista
- Kevin Codfert - tecladista

### Ex-integrantes
- Christian Palin - vocalista (2008 - 2010)
- Gustavo Monsanto - vocalista (2004 - 2008)
- David Readman - vocalista (2000 - 2004)
- Dirk Bruinenberg - baterista (2000 - 2004)
- Renzo Huánuco - tecladista (2000 - 2002)
- Richard Andersson - tecladista (Participou somente no álbum "Sanctus Ignis" de 2001)

|  |

|  |

### Integrante de Turnê
- Mats Levén - Vocalista (2010)

## Discografia

### Álbuns
- Sanctus Ignis (2001)
- Underworld (2003)
- A Band In Upperworld (2004)
- Dominate (2005)
- Archangels in Black (2009)
- Life (2017)

### Álbuns ao vivo
- A Band in Upperworld (2004)